# Meire Grove
Meire Grove – miasto w Stanach Zjednoczonych, w stanie Minnesota, w hrabstwie Stearns.